# Casilda consecraria
Phalène consacrée
Espèce
Synonymes
- Sterrha anthophilaria consecraria Staudinger, 1871[1]

Casilda consecraria, qui a pour nom commun Phalène consacrée, est une espèce de lépidoptères de la famille des Geometridae.

## Description
Les imagos atteignent une envergure de 16 à 24 millimètres.
La couleur du dessus de l'aile antérieure est généralement rouge rouille à beige-rouge. La ligne transversale externe large et très droite ressort blanchâtre. Une petite tache discale est également de couleur blanchâtre. Le dessus de l'aile postérieure est de couleur blanchâtre avec presque aucune marque sous toutes les formes, parfois avec une ligne transversale grise indistincte. Les antennes des mâles sont peignées, celles des femelles sont à dents courtes.
Chez les imagos de Rhodometra sacraria (en), la tache discale sur la face supérieure des ailes antérieures est noirâtre, ce qui les distingue des spécimens clairs de Casilda consecraria, dont la tache discale est de couleur blanchâtre.
Les chenilles sont brun clair ou gris-brun avec peu de marques, parfois brun foncé sur le dos. Au repos, elles adoptent une posture étirée, imitant une branche desséchée et cassée.

## Répartition
L'aire de répartition de Casilda consecraria s'étend à travers l'Espagne et le sud de la France jusqu'au Levant. L'espèce est également présente en Sicile, en Sardaigne et à Chypre. Dans le sud-est, la présence s'étend à la péninsule arabique, à l'Iran et au Kazakhstan. Casilda consecraria est également présente en Afrique du Nord.
Les principaux habitats sont les régions chaudes et sèches près de la côte ainsi que les steppes salées et les marais salants. Dans les montagnes du Maroc, l'espèce est jusqu'à une altitude de 1 500 m.

## Comportement
Les imagos sont diurnes et nocturnes et sont très fidèles au site. Ils volent en trois générations entre février et octobre. La nuit, ils apparaissent sous des sources lumineuses artificielles.

## Parasitologie
La chenille est un parasite des plantes Limonium dichotomum, Limonium gmelinii, Limonium narbonense, Limonium sinuatum.

## Systématique
Le nom valide complet (avec auteur) de ce taxon est Casilda consecraria (Staudinger, 1871).
L'espèce a été initialement classée dans le genre Sterrha sous le protonyme Sterrha consecraria Staudinger, 1871.
Casilda consecraria a pour synonymes :
- Casilda excaecaria Fuchs, 1903
- Casilda intermediaria Turati, 1930
- Casilda paralellaria Krüger, 1934
- Sterrha anthophilaria consecraria Staudinger, 1871
- Sterrha consecraria Staudinger, 1871